# Curtiss-Wright
Curtiss-Wright («Кертисс-Райт») — американский многоотраслевой производитель. Компания, созданная в 1929 году в результате объединения компаний Curtiss Aeroplane and Motor Company, Wright Aeronautical (основанной Гленном Мартином и братьями Райт как Wright-Martin) и различных компаний-поставщиков, к концу Второй мировой войны была крупнейшим производителем самолётов в Соединённых Штатах Америки и поставляла самолёты в больших количествах в вооруженные силы США. Позже от сборки самолётов компания перешла к производству компонентов для техники.

## История
Основана 5 июля 1929 года, при слиянии 12 компаний, связанных с Curtiss Aeroplane and Motor Company в Буффало (штат Нью-Йорк) и Wright Aeronautical в Дейтоне (штат Огайо).
С капиталом в 75 млн долларов США (что соответствует 10,46 млрд долларов США в 2016 году) на момент основания компания была крупнейшей авиационной компанией в Соединённых Штатах Америки.
Штаб-квартира компании со дня основания находится в Буффало.
Компания имела три основных подразделения, которые производили планеры, двигатели и воздушные винты летательного аппарата. Двигатели выпускались под брендом Wright, самолёты — Curtiss.
В 1930-е годы компания производила самолёты для военного, коммерческого и личного пользования. В 1937 году компания разработала истребитель Curtiss P-36 Hawk, который был заказан для Корпуса армейской авиации США. Истребители P-36 также были проданы ВВС Франции и использованы в первые дни Второй мировой войны.
Во время Второй мировой войны компания Curtiss-Wright произвела 142 840 двигателей и 29 269 самолётов. В компании Curtiss-Wright трудилось 180 000 рабочих. Компания заняла второе место среди американских корпораций по стоимости контрактов военного времени (уступив только General Motors).
Среди продукции компании были почти 14 000 истребителей Curtiss P-40, известных благодаря летавшим на них «Летающим тиграм» под командованием Клэра Шеннолта в Китайской Республике, более 3000 транспортных самолётов Curtiss C-46 Commando и более 7000 бомбардировщиков Curtiss SB2C Helldiver.
Наибольший успех связан с истребителем P-40, который назывался «Томагаук» и «Киттихаук»[уточнить] и собирался в период с 1940 по 1944 год на основном заводе в Буффало. Во время войны в Буффало был построен второй крупный завод, а затем новые заводы в Колумбусе (штат Огайо), Сент-Луисе (штат Миссури) и в Луисвилле в (штат Кентукки). Производство двигателей и воздушных винтов производилось на заводах в штатах Нью-Джерси, Пенсильвания и Огайо.
В 1948 году компания продала подразделение по производству планеров компании North American Aviation.
В 60-е годы компания перешла на производство компонентов для самолётов[каких?] и другой техники[какой?].